# 雪见

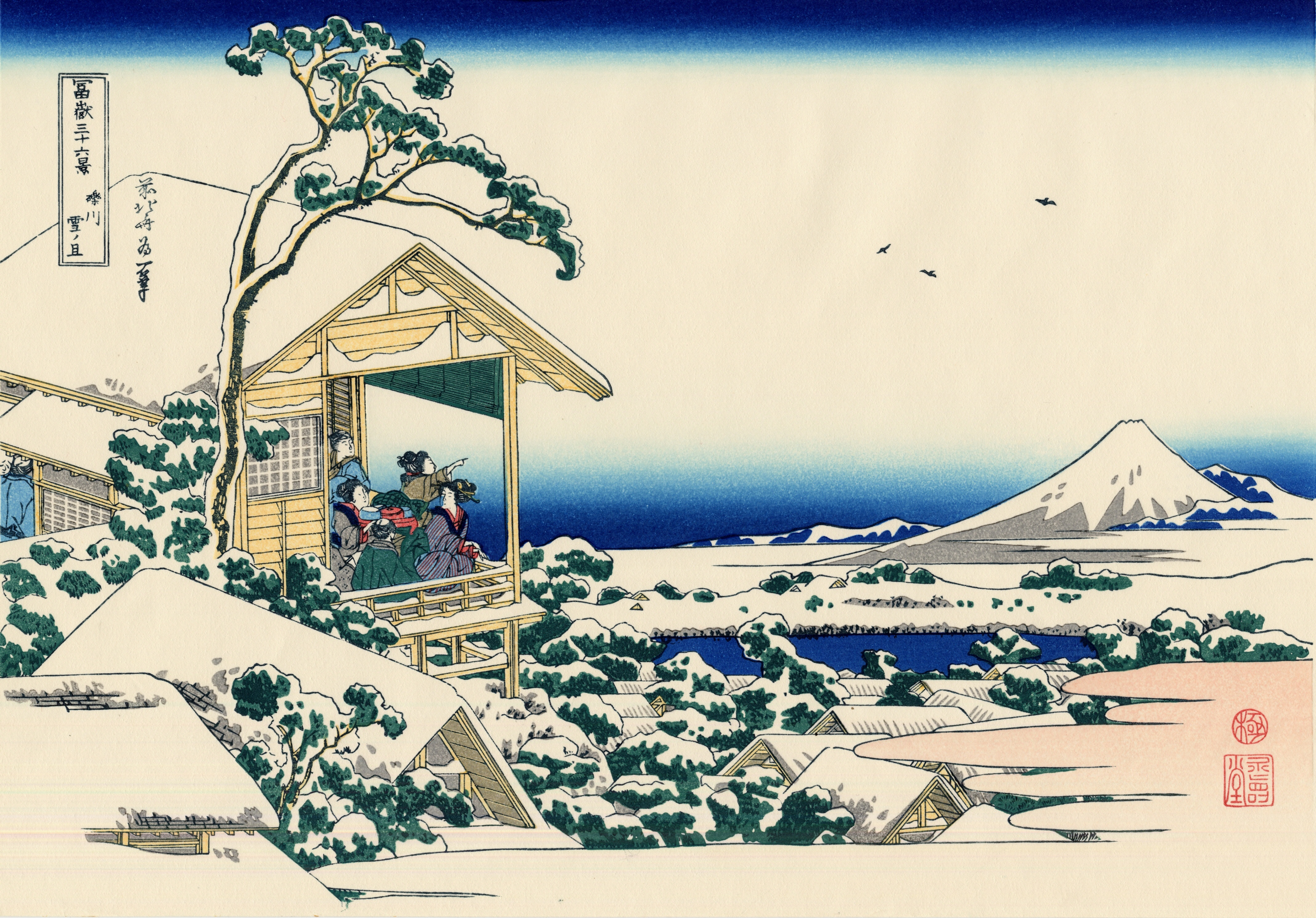
葛飾北斎《礫川雪之旦》（富嶽三十六景之一，绘于约1830年），描绘了江户时代的日本人在料亭中赏雪、远眺富士山的场景。

雪见（日语：／ Yukiimi ?），意即赏雪，是日本至中世纪以来的一种冬日风俗，盛于江户时期，以眺望欣赏落雪或者雪后的美景来取乐。古时，有于亭中赏雪、坐船赏雪（称“雪见船”）、站在桥上赏雪（称“雪见桥”）、在料亭上赏雪（称“雪见宴”）等。当时江户的武士、贵族每逢下雪，就立刻出门赏雪。据说俳圣松尾芭蕉也经常在向岛的长命寺赏雪。
现代的雪见则是在室内等温暖场所中，并有“雪见酒”和“雪见澡”等衍生产物。此外，每至雪见季节，商店就会推出雪见大福、雪见丸子等似雪球般的商品；餐馆也会打出“雪见锅”料理，最上面都加上磨好的白萝卜泥，象征一层雪花。

## 相關作品
名所绘（浮世绘）：
- （雪見舟圖），歌川国芳作。
- （富嶽三十六景 礫川雪之旦），葛飾北齋作。